# Ноланвил (Тексас)
Ноланвил (енгл. Nolanville) град је у америчкој савезној држави Тексас. По попису становништва из 2010. у њему је живело 4.259 становника.

## Демографија
Према попису становништва из 2010. у граду је живело 4.259 становника, што је 2.109 (98,1%) становника више него 2000. године.
| Група             | 2000.         | 2010.         |
| Белци             | 1.492 (69,4%) | 2.506 (58,8%) |
| Афроамериканци    | 167 (7,8%)    | 592 (13,9%)   |
| Азијати           | 25 (1,2%)     | 83 (1,9%)     |
| Хиспаноамериканци | 374 (17,4%)   | 933 (21,9%)   |
| Укупно            | 2.150         | 4.259         |